# Dowolnoje
Dowolnoje (ros. Довольное) – wieś (sieło) w Rosji, w obwodzie nowosybirskim, ośrodek administracyjny rejonu dowoleńskiego. W 2010 liczyła 6774 mieszkańców.